# Wilhelm Deinhardt
Wilhelm Deinhardt (* 31. Mai 1904 in Gunzenhausen; † 4. Februar 1938 in Würzburg) war ein deutscher Kirchenhistoriker, römisch-katholischer Theologe und Hochschullehrer.

## Leben
Deinhardt wurde 1904 im mittelfränkischen Gunzenhausen geboren. Er nahm nach seinem Abitur 1922 ein Studium der Theologie und Philosophie in Bamberg und München auf, wo er mit dem Thema Jansenismus in deutschen Landen promoviert wurde. Er war Mitglied der K.D.St.V. Fredericia zu Bamberg. Am 10. Oktober 1926 wurde er in Eichstätt (nach anderen Quellen in Bamberg) zum katholischen Priester geweiht. Vom 17. Oktober 1926 bis zum 14. April 1927 war er Kooperator in Wattendorf. Ab dem 1. September 1927 war er Kaplan in Seßlach, ab dem 1. Mai 1928 Kaplan in der Nürnberger St.-Josefs-Kirche. Von 1929 bis 1932 war er Präfekt am Freiherrlichen von Aufseesschen Studienseminar in Bamberg. Ab 1933 nahm er eine akademische Lehrtätigkeit in Würzburg auf. Ab 1937 war er dort Inhaber des Lehrstuhls für Kirchengeschichte. Deinhardt verstarb in Würzburg 1938 im Alter von 34 Jahren.
Sein Nachlass wird im Diözesanarchiv Würzburg sowie im Archiv des Erzbistums Bamberg verwahrt.
Deinhardt verfasste mehrere kirchenhistorische Schriften sowie mehrere Artikel für das Lexikon für Theologie und Kirche.

## Veröffentlichungen (Auswahl)
- Der Jansenismus in deutschen Landen (= Münchner Studien zur historischen Theologie. Heft 8). München 1929.
- Frühmittelalterliche Kirchenpatrozinien in Franken. Studien zur Frühgeschichte der Diözesen Bamberg und Würzburg. Nürnberg 1933.
- Fürths älteste kirchliche Verhältnisse. In: Zeitschrift für bayerische Landesgeschichte. 8, (München) 1935.
- Dedicationes Bambergenses. Weiheurkunden und Notizen aus dem mittelalterlichen Bistum Bamberg (= Beiträge zur Kirchengeschichte Deutschlands. Heft 1). Freiburg 1936.